# Chaeridiona picea
Chaeridiona picea es un coleóptero de la familia Chrysomelidae.
Fue descrita científicamente en 1869 por Baly.